# Weihnachtsbaumständer

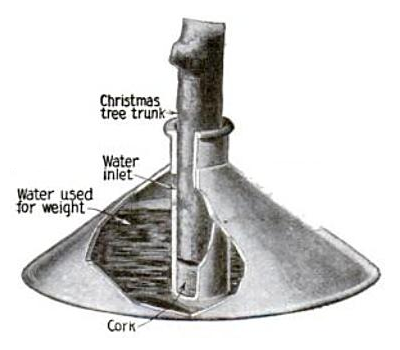
Beschreibung eines Weihnachtsbaumständers um 1919 (USA)

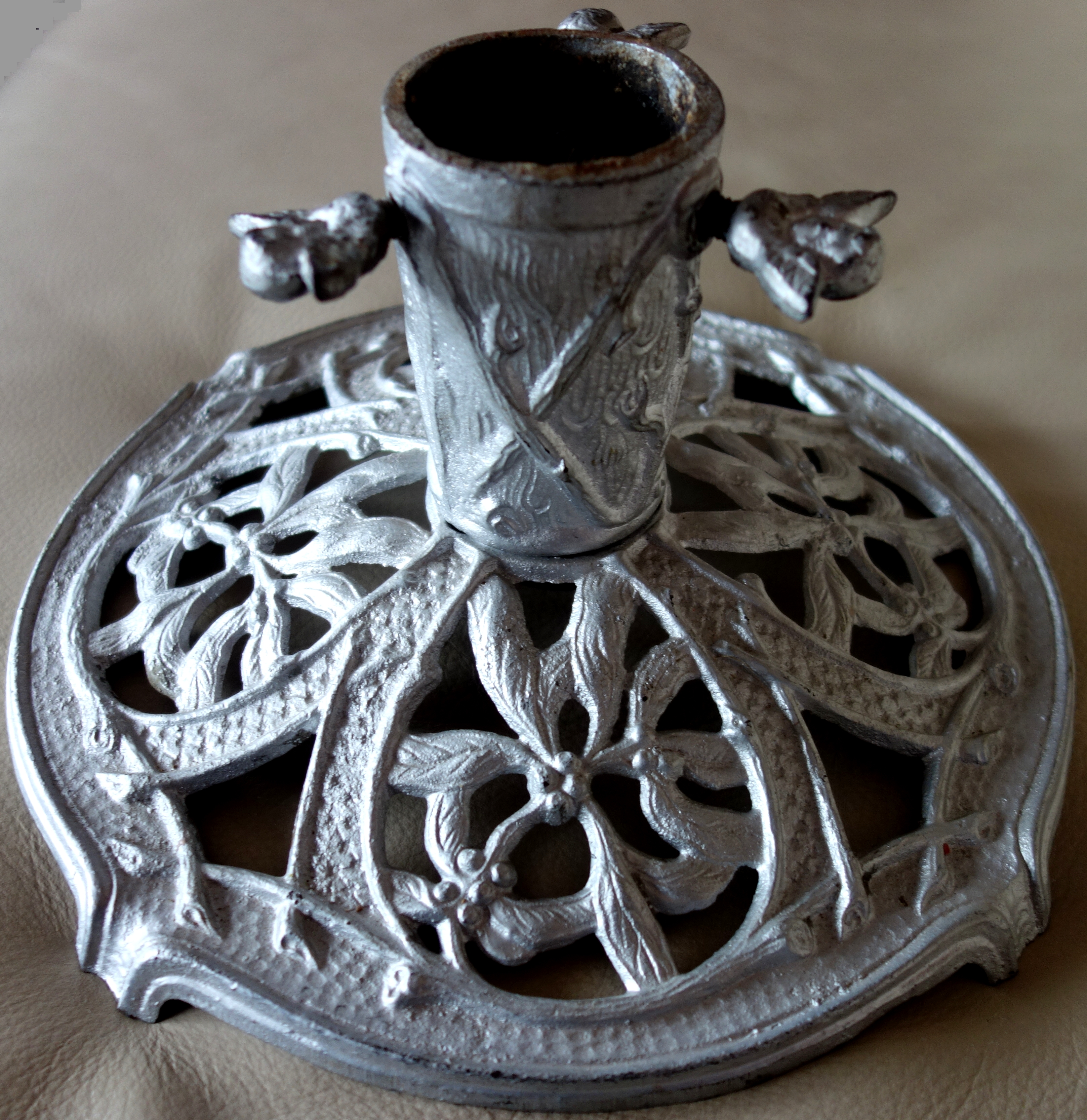
Jugendstilständer aus silbern gefärbtem Gusseisen mit floralen Verzierungen und drei Fixierschrauben (um 1900)

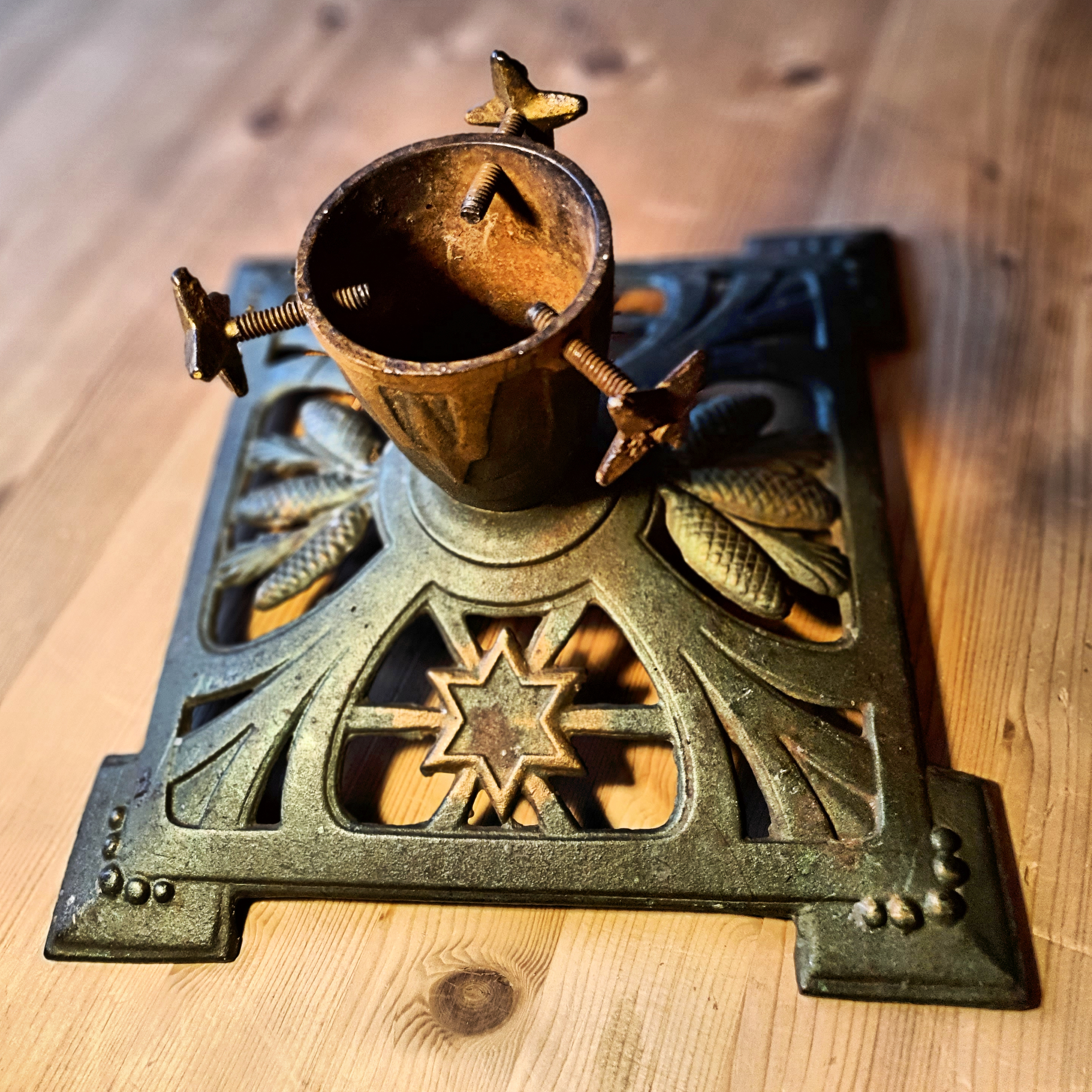
Gußeisenständer mit drei Fixierschrauben (ca. 1930)

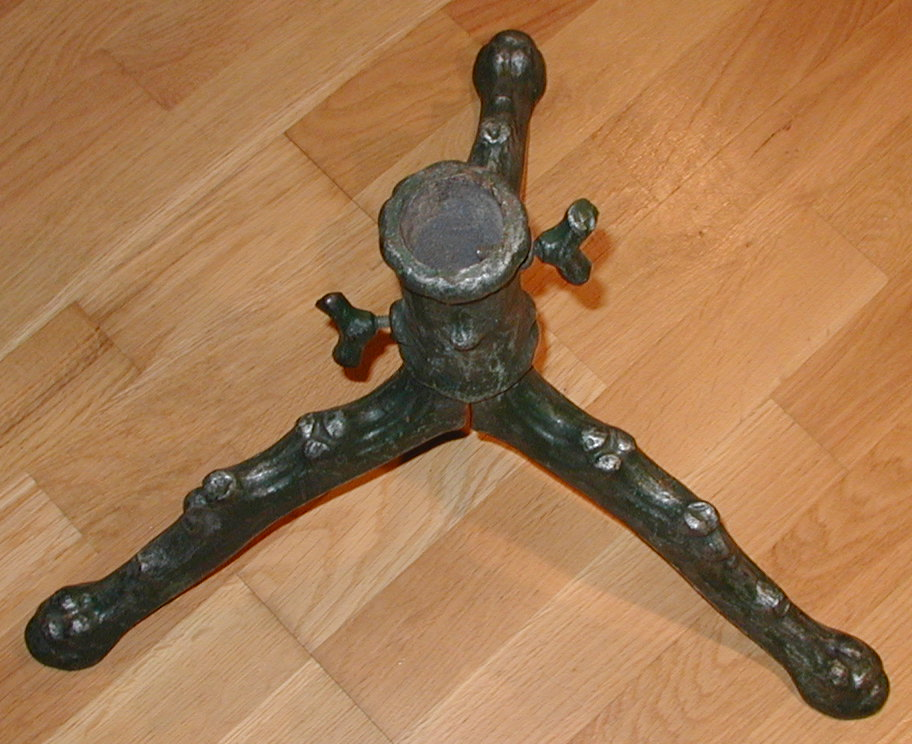
Gusseisernes Exemplar eines Weihnachtsbaumständers für einen kleinen Christbaum aus Wien

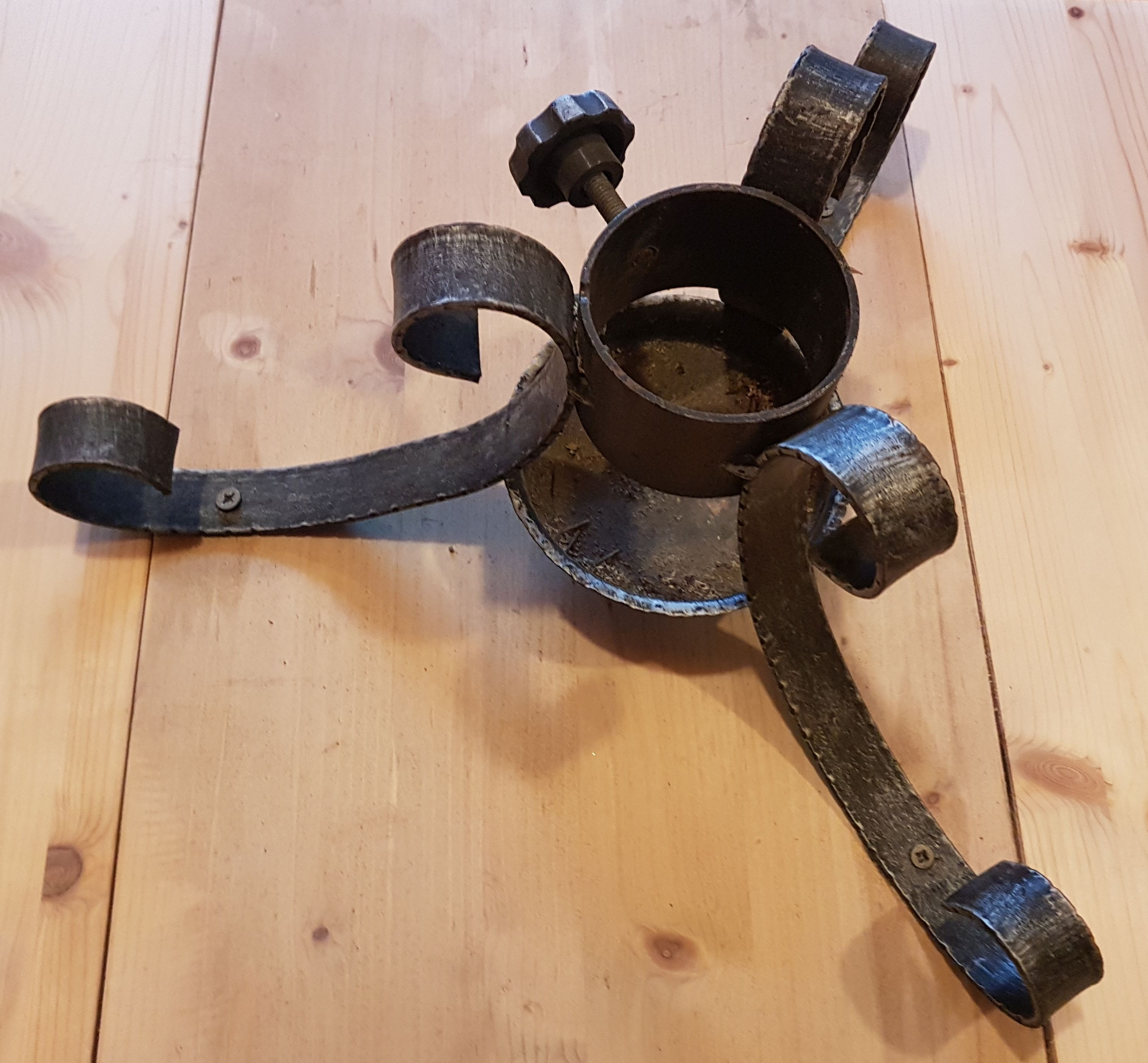
Geschmiedeter Weihnachtsbaumständer mit Schraubbefestigung

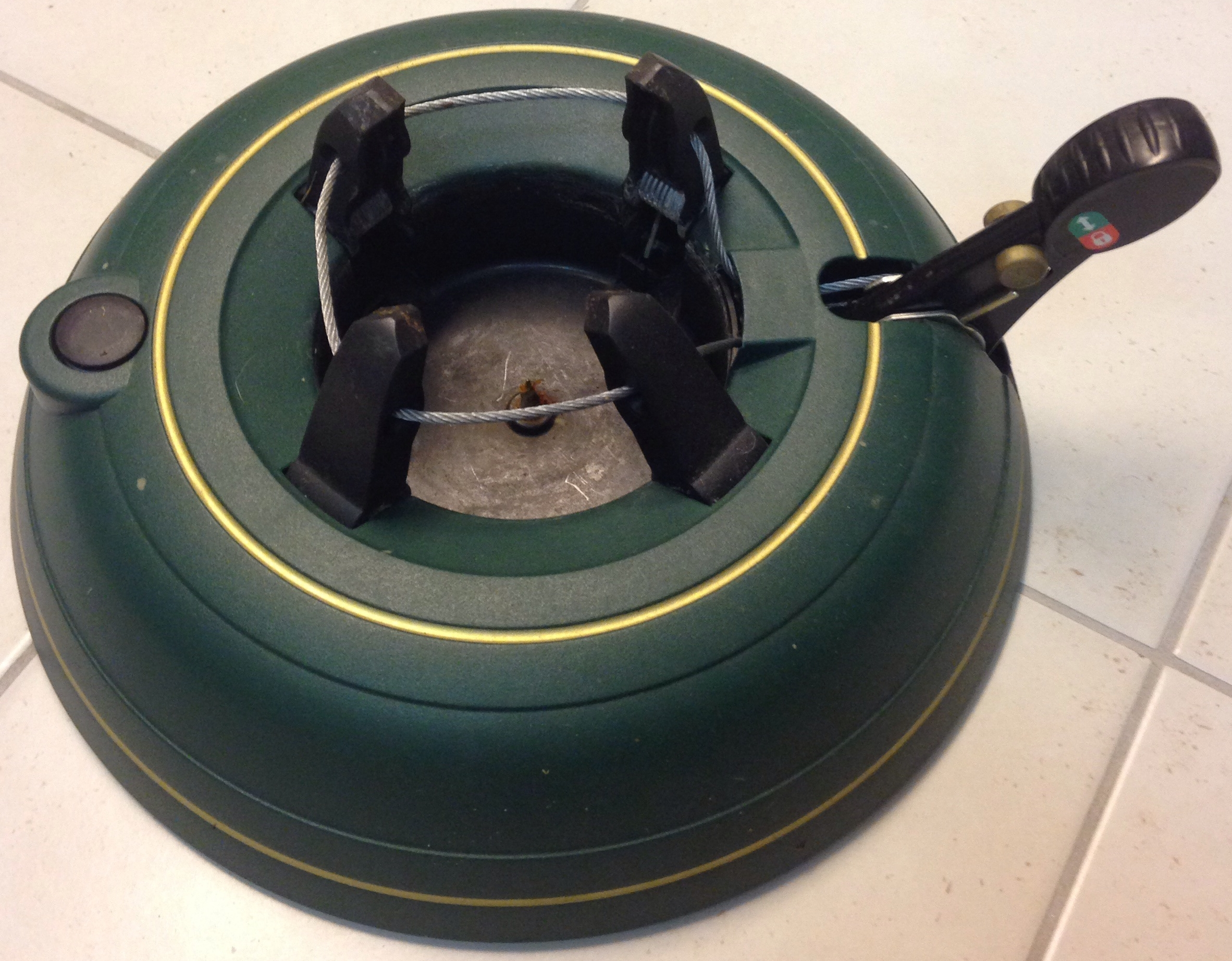
Schlichtes, modernes Exemplar eines Weihnachtsbaumständers mit Einseiltechnik. Auch für größere Bäume geeignet

Ein Weihnachtsbaumständer (auch: Christbaumständer oder kurz: Baumständer) ist ein Gegenstand zur Stabilisierung eines Weihnachtsbaums während seiner Verwendung als selbststehender Dekorationsbaum.

## Geschichte
Weihnachtsbäume werden seit etwa dem Ende des Mittelalters, Beginn der Neuzeit erwähnt und ab dem 18. Jahrhundert populär, wobei an der Mitte des 19. Jahrhunderts eine weitere Verbreitung auch in bürgerlichen Kreisen besteht. Erst ab diesem Zeitpunkt sind daher durchwegs Weihnachtsbaumständer als verbreitete Gebrauchsobjekte zu finden.

## Ausführungen
Die älteste Aufstellungsart für einen kleineren Weihnachtsbaum im Wohnbereich war, indem in ein Holzbrett oder einen Holzklotz ein Loch gebohrt wurde oder der Baum in ein Gefäß gestellt wurde/wird (dieses z. B. mit Sand gefüllt). Alternativ hierzu kann ein Holzbrett oder Balkenkreuz von unten in den Stamm des Weihnachtsbaums genagelt oder geschraubt werden. Im niederösterreichischen Waldviertel sollen sich noch in den Stuben und Wohnräumen älterer Gebäude Haken an der Zimmerdecke zur Befestigung des Weihnachtsbaumes befinden (nicht selbststehender Dekorationsbaum). Bis zum Ende des 19. Jahrhunderts soll es in manchen Regionen üblich gewesen sein, den Weihnachtsbaum teilweise auch verkehrt herum an der Zimmerdecke aufzuhängen.
Ab dem 19. Jahrhundert finden sich neben schlichten Balkenkreuzen aus Holz und Eisen sowie Gusseisen auch  immer mehr verzierte Weihnachtsbaumständer, die auch z. B. mit Paradiesgärten um den Baum und auch Musikwerken (Spieluhr) ergänzt wurden. Weitere Materialien für Weihnachtsbaumständer sind z. B. Ständer aus Eisenblech, Schmiedeeisen, Edelstahl, Keramik oder Kunststoff.
Bekannte Eisengusswerke in Deutschland hatten ab der zweiten Hälfte des 19. Jahrhunderts auch Weihnachtsbaumständer hergestellt. So z. B. im Eisenwerk L. Meyer in Harzgerode, Carlshütte in Rendsburg (Kürzel C x H), Alexanderwerk in Remscheid, Eisengießerei Rödinghausen in Menden/Ruhr oder die Lüderswerke in Wernigerode.
Ab dem Beginn des 20. Jahrhunderts sind auch Weihnachtsbaumständer mit Wassertank, bei denen der natürliche Weihnachtsbaum während der Standzeit (Gebrauchszeit) mit der Schnittstelle im Wasser steht, bekannt. Dadurch soll der Baum länger frisch bleiben und weniger Nadeln verlieren. Im bayrischen und alemannischen Raum wird auch teilweise auf die richtige Zeit bei der Schlägerung geachtet (Mondstand), wodurch der Baum ebenfalls länger frisch bleiben soll.
Eine gehobene Variante des Weihnachtsbaumständers ist der musikalische Weihnachtsbaumständer. Dies sind integrierte Spieluhren und diese waren bereits ab dem Anfang des 20. Jahrhunderts z. B. mit einem Drehmechanismus für den Weihnachtsbaum verbunden. Solche für die damalige Zeit kostspielige Weihnachtsbaumständer wurden z. B. ab 1873 von der Firma J. C. Eckhardt in Stuttgart hergestellt.

## Befestigungstechniken
Neben den klassischen Befestigungstechniken für Weihnachtsbäume an Balkenkreuzen, Holzbrettern oder z. B. in sandgefüllten Gefäßen, dominieren heute die Rundum-Einseil-Technik, die Fixierschraubentechnik, die Fußhebeltechnik bzw. die Stahlfedertechnik den Markt. Je nach Größe des Baumes hat die jeweilige Technik in Bezug auf Preis/Leistung mehr oder weniger Vorteile. Für kleinere Bäume ist z. B. nur die Fixierschraubentechnik geeignet (eine oder mehrere Fixierschrauben arretieren den Weihnachtsbaum im Weihnachtsbaumständer).
Für die Standsicherheit ist zudem der Durchmesser des Weihnachtsbaumständers wichtig (etwa 30 cm Durchmesser und größer, im öffentlichen Bereich können auch zudem Seilsicherungen erforderlich sein).

## Sammler
Weihnachtsbaumständer sind inzwischen Gegenstand von Sammlungen und haben teilweise einen erheblichen Wert. Das teuerste Exemplar in der Sammlung von Heidi Schwarz (* 1941) (siehe: Christbaumständermuseum) ist mit einer Spieluhr ausgestattet und wurde von ihr über das Internet für 4000 Euro erstanden. Auch in den USA ist hierzu ein Markt entstanden.
Die meisten heute für Sammler wertvollen Stücke wurden in den vier Jahrzehnten zwischen dem deutsch-französischen Krieg (1870/71) und dem Ersten Weltkrieg (1914–1918) hergestellt.